# A.C. Milan w sezonie 1958/1959

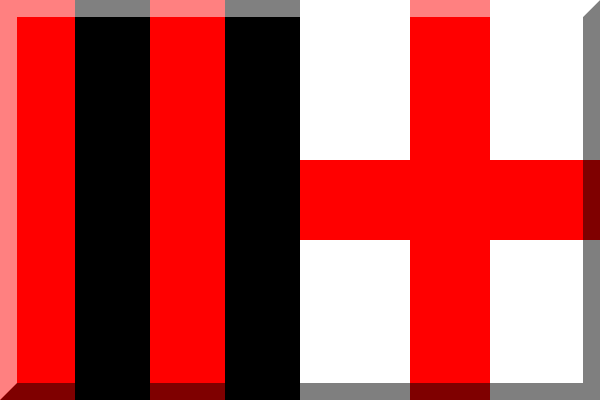
Klubowe barwy Milanu

Osiągnięcia i skład piłkarskiego zespołu A.C. Milan w sezonie 1958/59.

## Osiągnięcia
- Serie A: 1. miejsce
- Puchar Włoch: odpadnięcie w 1/8 finału
- Puchar Europy: odpadnięcie w 1/8 finału

## Podstawowe dane
- Oficjalna nazwa klubu: Associazione Calcio Milan
- Siedziba klubu: Via Andegari 4
- Boisko: San Siro; Arena Civica
- Prezes klubu:  Andrea Rizzoli
- Trener zespołu:  Luigi Bonizzoni[1]
- Kapitan drużyny:  Nils Liedholm

## Skład zespołu
Bramkarze:
| Włochy | Lorenzo Buffon |
| Włochy | Bruno Ducati   |
| Włochy | Narciso Soldan |

Obrońcy:
| Włochy | Cesare Maldini    |
| Włochy | Luigi Radice      |
| Włochy | Sandro Salvadore  |
| Włochy | Mario Trebbi      |
| Włochy | Francesco Zagatti |

Pomocnicy:
| Włochy           | Giancarlo Bacci         |
| Włochy           | Eros Beraldo            |
| Włochy           | Alfio Fontana           |
| Argentyna        | Ernesto Grillo          |
| Szwecja          | Nils Liedholm           |
| Włochy           | Giancarlo Millavacca    |
| Włochy           | Vincenzo Occhetta       |
| Włochy           | Cesare Reina            |
| Urugwaj · Włochy | Juan Alberto Schiaffino |

Napastnicy:
| Brazylia · Włochy | José Altafini       |
| Włochy            | Gastone Bean        |
| Włochy            | Giancarlo Danova    |
| Włochy            | Paolo Ferrario      |
| Włochy            | Carlo Galli         |
| Włochy            | Vittorino Mantovani |